# Kmiecin (przystanek kolejowy)
Kmiecin – wąskotorowy przystanek osobowy znajdujący się we wsi Kmiecin w gminie Nowy Dwór Gdański, w powiecie nowodworskim, w województwie pomorskim. Położony jest na linii kolejowej nr 5010 z Malborka Kałdowa Wąskotorowego do Nowego Dworu Gdańskiego Wąskotorowego. Odcinek do Lipinki Gdańskiej został otwarty w 1909 roku.